# Fleuray
Fleuray est une ancienne commune d'Indre-et-Loire, annexée en 1822 par la commune de Cangey.

## Démographie
| 1793 | 1800 | 1806 | 1821 |
| ---- | ---- | ---- | ---- |
| 180  | 175  | 166  | 167  |